# فرد كاتاياما
فرد كاتاياما (بالإنجليزية: Fred Katayama)‏ هو صحفي أمريكي، ولد في 18 فبراير 1960 في مونتيبيلو في الولايات المتحدة.